# Dina
O dina (português brasileiro) ou dine (português europeu) é a unidade de medida padrão do Sistema CGS de unidades para representação de força.
Dina é definida como a força necessária para provocar uma aceleração de um centímetro por segundo quadrado em um corpo de massa igual a um grama, e equivale a 10 micro newtons (10-5 N). O símbolo para esta unidade é dyn.
1 dyn = 1 g⋅cm/s2 = 10−5 kg⋅m/s2 = 10−5 N
Devido sua pequena magnitude, comparado a uma força em newtons, esta unidade de medida é geralmente utilizada para medições de tensão superficial (dyn/cm²), em balanças de precisão e em aparelhos de elevada precisão.

## História
O nome vem do grego (δύναμις (dynamis), que significa força, poder).
Os nomes dina e erg foram primeiramente propostos como unidade de força e energia em 1861 por Joseph David Everett.
Os nomes foram reutilizados em 1873, pelo Committee of the British Association, (da qual Everett fazia parte) usando o Sistema CGS de unidades para sistemas elétricos e dinâmicos.